# Mysmenopsis viracocha
Mysmenopsis viracocha là một loài nhện trong họ Mysmenidae.
Loài này thuộc chi Mysmenopsis. Mysmenopsis viracocha được L. Baert miêu tả năm 1990.